# セムテックス
| セムテックス     | セムテックス       |
| ---------------- | ------------------ |
| 別名             | B1 テロリストのC-4 |
| 分子式           | C8H14N10O18        |
| 分子量           | 538.25 g/mol       |
| CAS登録番号      | [52441-47-1]       |
| 密度と相         | 1.776 g/cm3,       |
| 爆薬としての性質 |                    |
| 爆速             | 8420 m/s, 仮比重   |
| RE係数           | 1.66               |
| 危険性           |                    |

セムテックス (Semtex) は、高性能プラスチック爆薬の一種。チェコスロバキア共和国（現在のチェコ共和国）のセムティン・グラスワークス（VCHZシンセシアを経て現在はイクスプルージアに改名）によって開発された。

## 概要
ビル破壊などの商業用途の他に軍事利用も行われていたが、テロリズムによる利用によって有名となった。極めて探知が困難であったこと、容易に入手できること、たった250gで飛行機を爆破できる性能などにより利用が拡大した。パンナム機爆破事件においては312g（11オンス）のセムテックスが使用された。テロによく用いられるイメージが強いため、「テロリストのC-4」と呼ばれる。
セムテックスの内容物は次のとおりである。
|              | セムテックスH                                 | セムテックスA |
| ------------ | --------------------------------------------- | ------------- |
| ペンスリット | 49.8 %                                        | 94.3 %        |
| RDX          | 50.2 %                                        | 5.7 %         |
| 染料         | Sudan I（アゾ化合物）                         | Sudan IV      |
| 抗酸化剤     | N-フェニル-2-ナフチルアミン                   | 同            |
| 可塑剤       | ジ-n-オクチルフタレート、トリブチルシタレート | 同            |
| 結合剤       | スチレン・ブタジエンゴム                      | 同            |

セムテックスのサンプル
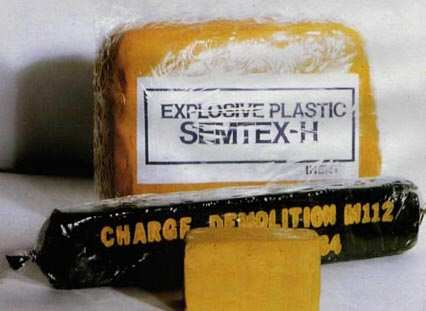
セムテックスH （黄色）と他爆弾
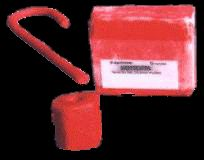
セムテックスA （スカーレット）

1966年にVCHZシンセシアの研究員であるStanislav Breberaによって開発され、西ボヘミアの町Semtínに因んで名付けられた。C-4に代表される他のプラスチック爆薬と同様にセムテックスも容易に変形が可能であるが、使用できる温度域が非常に広いという特徴を有する。社会主義諸国へと輸出されており、北ベトナムには12トン程度が渡されたと見られている。1975年から1981年にかけてはリビアに対して合計700トン以上が輸出された。その他には中東やIRA暫定派のテロリストへと渡されてテロに使用された。2001年のアメリカ同時多発テロ事件以降はテロリズムとの関係が忌避されて輸出が激減した。現在ではチェコ国内で利用するために毎年10トンあまりのみが生産されている。
国際的な圧力を受けて、チェコ政府が「可塑性爆薬の探知のための識別措置に関する条約」を批准したため、製造会社では爆弾を容易に発見できるように爆発物マーカーとしてニトログリコールを配合するようになった。現在はチェコ・ブルノ近郊の工場で生産されている。